# 3robi
Anass Haouam, plus connu sous le nom de 3robi (prononcé « ɛrobi »),, né le 24 janvier 1995 à Amsterdam, est un rappeur et producteur néerlando-marocain. Il fait son entrée dans la scène du rap marocain néerlandais en 2013[source insuffisante]. Il est aujourd'hui un des rappeurs les plus actifs des Pays-Bas. Avec le tube Cartier qu'il a produit en collaboration avec Dopebwoy et Chivv, il atteint les 100 millions de vues.
3robi est surtout connu aux Pays-Bas comme étant « le rappeur à la casquette et la paire de lunette noire ». N'ayant jamais montré son visage, il refuse également de dévoiler sa réelle identité, préférant être connu seulement sous son nom de scène 3robi. Ayant signé dans le label Wilde Westen, il sort en 2017 son premier album intitulé Jonge Jongen Naar De Top. Il bat dans la même année le record de collaborations en une année aux Pays-Bas.
En 2019, il résilie son contrat avec Wilde Westen et lance son propre label Spow Business.

## Biographie

### Naissance, jeunesse et débuts

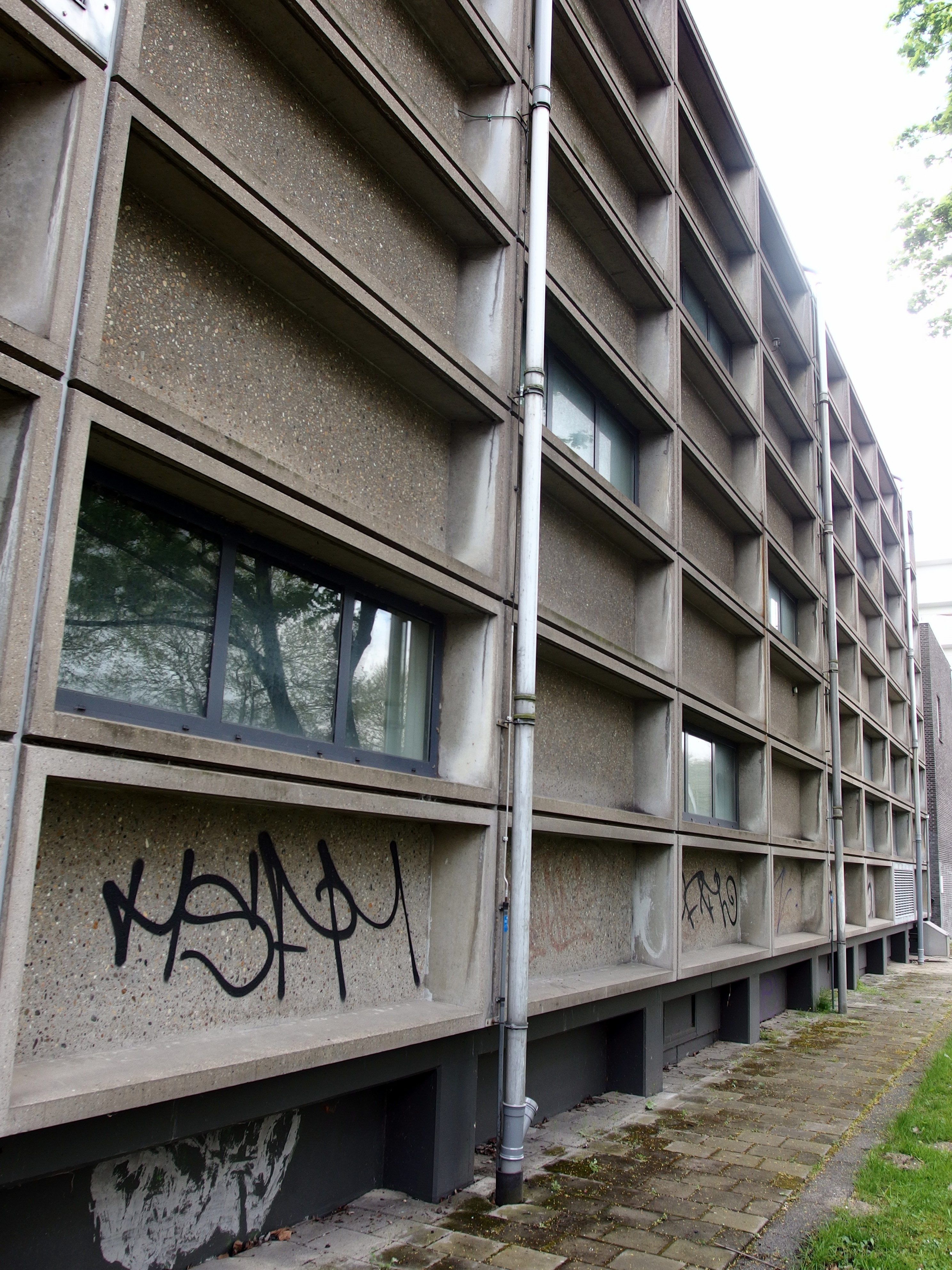
Amsterdam-West, quartier où a grandi 3robi.

3robi naît et grandit dans la banlieue d'Amsterdam-West à Bos en Lommer, un quartier d'immigrés marocains. Lui-même fils d'immigrés marocains, il met plusieurs fois sa ville Casablanca en valeur, notamment sur des morceaux dont NARI où il cite : « Dima Casa » ou encore le morceau Casablanca/Marrakech. De ses douze à dix-neuf ans, il réside IJburg à Amsterdam-Est. 3robi a trois frères. Son frère Yassine, également sur la scène néerlandaise en tant que producteur, connu sous le nom de YassineBeats, et son autre frère connu sous le nom de scène Aim. Son plus petit frère Sami Haouam est footballeur au niveau amateur. Anass Haouam est le cousin du kick-boxeur Imad Hadar, mais également du criminel Rida Bennajem. Le nom de scène 3robi fait référence à son adolescence, période dans laquelle il reçoit le surnom. Lors de sa jeunesse, il était le seul Marocain originaire de Casablanca, dit-il,. Ses amis lui donnent alors le surnom 3robi qui désigne les habitants des campagnes qui entourent sa ville d'origine.
Passionné de rap et de football à sa jeunesse, il s'inspire des rappeurs néerlandais Sjaak et Naffer. Il est également un grand fan et suiveur du Raja Club Athletic. Il se rend souvent au Maroc pour assister aux matchs des Verts dans le Stade Mohammed-V. Âgé de douze ans, il est inscrit par son grand frère dans l'académie de l'Ajax Amsterdam. Il jouera deux matchs amicaux avec les U16 avant d'être transféré chez les jeunes du FC Volendam en 2010.  Jouant dans le poste d'ailier gauche en D3 néerlandaise, il est coéquipier du footballeur Djavan Anderson. Deux ans plus tard, en 2013, proche de signer un contrat professionnel, il met un terme au football à l'âge de 19 ans à cause du racisme vécu dans le club néerlandais.
Déscolarisé et sans situation, 3robi traîne souvent avec ses amis du quartier et passe la plupart du temps avec son cousin Rida Bennajem dans la maison de jeunes du quartier Connect à Bos en Lommer. Le rappeur verra son cousin être abattu devant ses yeux en 2013 lors d'un règlement de comptes en lien avec la Mocro Maffia. Dans la même année, 3robi se met à écrire des textes avant d'aller les enregistrer chez un ami au studio. Proche du rappeur Iliass qui lui est originaire de Rotterdam, 3robi enregistre plusieurs morceaux en collaboration avec lui. Il publie en 2013 plusieurs sons audio sur YouTube qui seront très vite écoutés à travers le monde du rap amstellodamois. Ne voulant pas être reconnu aux yeux de sa famille, il ne mettra aucun clip en ligne. En juin 2013, il est invité pour prendre part à une session freestyle Hou Je Bek ayant pour but de mettre les jeunes rappeurs en avant. 3robi fera son apparition avec Niffo Jd et se mettra à rapper pendant deux minutes. Le freestyle attirera l'intérêt de plusieurs rappeurs néerlandais tels que Appa ou encore Sjaak qui n'hésiteront pas à mettre 3robi en avant en partageant le freestyle. Sjaak invitera par la suite 3robi à signer un contrat avec le label Wilde Westen. En 2015, après le clip Rare Wapens, il est convoqué par la police néerlandaise pour s'expliquer sur le clip balancé sur internet. Il est appris que les armes à feu utilisés lors du tournage du clip, sont réelles.

### Carrière musicale

#### Jonge Jongen Naar De Top(2017-2020)
En septembre 2017, il apporte un freestyle de 7 minutes dans une session d'été au 101Barz (nl) atteignant les 4 millions de vues. Après avoir battu le nombre de featurings en une année, 3robi termine l'année 2017 en beauté en sortant son premier album Jonge Jongen Naar De Top le 8 décembre 2017. Lors de la première semaine, il atteint la première place dans l'Album Top 100 (nl) aux Pays-Bas. Il sera certifié disque d'or quelques mois plus tard en 2018.
En 2018, son morceau Owjee fait son apparition dans l'épisode 5 de la série Mocro Maffia saison 1. Il collabore également à l'international en travaillant avec le rappeur Lacrim, produisant plusieurs morceaux dont Dix Millions De Dollars, Fugazi, et Not My Dons avec la présence du rappeur britannique Fredo. Un an plus tard, en juin 2019, il se rend à Molenbeek-Saint-Jean pour le tournage du clip ''Bruxterdam'' en compagnie du rappeur belge Sky et le kick-boxeur belgo-marocain Youssef Boughanem.
En 2019, il révèle par ses réseaux sociaux qu'il ne fait plus partie du label Wilde Westen. Quelques jours plus tard, il fonde son propre label sous le nom de Spow Business et lance son grand frère Aim dans le rap.

#### Jonge Jongen Naar De Top 2(depuis 2020)
Le 18 décembre 2020, il sort son deuxième album Jonge Jongen Naar De Top 2, comprenant plusieurs titres internationaux, notamment avec Lacrim, Heuss l'Enfoiré, Rim'K, Koba LaD, Morad et Miami Yacine. Il publie le clip Mrowen en featuring avec Heuss l'Enfoiré ainsi que le morceau Automatic.
En janvier 2021, 3robi annonce la sortie d'une deuxième partie de l'album Jonge Jongen Naar De Top 2 intitulé Jonge Jongen Naar De Top 2 Deluxe, comprenant plusieurs morceaux en collaboration avec d'autres rappeurs des Pays-Bas. Le 12 février 2021, il publie le premier morceau de Deluxe intitulé 3andak Dough. Dans le clip apparaît le kickboxeur Imad Hadar. Un mois plus tard, il publie le deuxième morceau intitulé Rambo. Dans le clip apparaît une animation du cover de son album en 4D.
Le 2 février 2021, Andy van der Meyde publie l'invitation de 3robi dans son émission Bij Andy in de auto! diffusé sur NPO 1. Le rappeur expose sa vision sur certains problèmes actuels tels que le quartier où il a grandi, son parcours criminel, le conflit Mocro Maffia ainsi que sa courte carrière de footballeur. Il explique également l'origine du style de la paire de lunettes noires accompagnée de la casquette.
Le 9 mars 2021, il sort le son Funk ''Rambo'' en collaboration avec SRNO. Dans le clip, il anime en 4D le cover officiel de son album Jonge Jongen Naar De Top 2. Plus tard, il sort également l'édition Jonge Jongen Naar de Top 2 DELUXE.
En décembre 2024, 3robi est invité en tant que guest par le rappeur Josylvio lors d'un Red Bull Soundclash à Amsterdam, un événement où se produit également Mula B. Ce dernier est en conflit avec 3robi depuis plusieurs années, à la suite du départ de ce dernier du label Wilde Westen. Pendant le clash, 3robi fait une apparition sur une scène opposée, ce qui déclenche une série d'insultes au micro de la part de Mula B, qui le qualifie de traître.

## Spow Business
Spow Business est un label indépendant créé par le rappeur 3robi en 2019 pour s'auto-produire et mettre en avant de nouveaux artistes. Le label est distribué par NAMAM.

### Staff et entourage
- Javi Benito (Directeur artistique et manager)
- YassineBeats (Compositeur, ingénieur du son et beatmaker)

### Rappeurs
- 3robi
- Aim
- Chladda
- Knaller[23]
- Cité

### Anciens artistes
- Cor[24]

## Style et influences
Le style particulier de 3robi se caractérise par sa voix mais surtout par ses expressions caractéristiques : « Spow pow », « 3robimayne noface », « loesoe » et « Mathafack ». Côtoyant beaucoup les rappeurs LouiVos (nl) et Mula B sous le label Wilde Westen, il compte une dizaine de titres en collaboration tels que Darbas, Donnie Bankoe Barkie ainsi que Chossel Een Beetje. Depuis le lancement de son label Spow Business, il collabore souvent avec son frère Aim mais également à l'international. Produisant de la musique trap, il fait également du gangsta rap comme sur le titre Bezig en collaboration avec l'ancien rappeur Skiezo. 
3robi est influencé par la scène hip-hop américaine et française des années 1990 et début des années 2000. Il est surtout connu pour produire un mélange linguistique variant le rap néerlandais au darija marocain. Son flow est souvent comparé avec celui de l'ancien rappeur néerlandais Sjaak. Avec l'importante communauté marocaine aux Pays-Bas, il collabore très souvent avec des rappeurs néerlandais également d'origine marocaine tels que Lijpe, Mula B ou encore Ismo. Très intéressé au rap marocain, il collabore en 2018 avec le célèbre rappeur 7liwa sur le morceau NARI, tourné à Casablanca dans sa ville d'origine.

## Discographie

### Singles
- 2013 : Bouchans feat. Hakim
- 2015 : Rare Wapens feat. LouiVos & Mula B
- 2015 : Streets
- 2015 : Negra
- 2017 : Barz
- 2018 : Owjee
- 2018 : 10 Millions de Dollars feat. Lacrim
- 2018 : Risico's
- 2019 : WAZEBI
- 2019 : CHOUK feat. 7liwa
- 2019 : FRA333
- 2019 : Sterk
- 2019 : Dinero feat. Ashafar
- 2020 : Barcelona
- 2020 : Je Kan 't Krijgen feat. Aim
- 2020 : Op Mezelf/Normaal
- 2020 : Brandweer
- 2020 : Mrowen feat. Heuss l'Enfoiré
- 2020 : Automatic
- 2021 : 3andak Dough
- 2021 : Rambo
- 2021 : Geen Cartoon
- 2021 : Ik Heb Die
- 2022 : Montana feat. SRNO, Henkie T & Bryan Mg
- 2021 : Bye Bye
- 2021 : Grizzly/Eigen Koers
- 2022 : Cantona feat. Ashafar
- 2022 : Spow Freestyle #1 feat. Chladda et Aim
- 2022 : Sterke Pas
- 2022 : Flex Mood
- 2022 : Ze Begrijpen Me Niet
- 2022 : Jump Voor Do feat. Bryan Mg
- 2022 : Vallen & Opstaan
- 2022 : Baila feat. Ashafar et Bizzey
- 2022 : Mafioso feat. Anas
- 2022 : All In feat. Nej'
- 2022 : Kalm
- 2022 : Alleen feat. ICE
- 2022 : Ratata feat. Malik Montana
- 2023 : Veni Vidi Vici feat. Dollypran et Aim
- 2023 : Avontuurlijk
- 2024 : Nitro
- 2024 : Army feat. Chladda et Aim
- 2024 : X-Men feat. Bartofso
- 2025 : Spow Business feat. Chladda et Aim
- 2025 : Maghrabi feat. Ashafar et Djezja
- 2025 : Noord-Afrikano feat. Simba La Rue

### Participations
- 2014 : C63 de Mula B, LouiVos et 3robi
- 2015 : Geloof Niks de Sevn Alias, Adje et 3robi
- 2015 : Chossel een Beetje de Mula B, LouiVos et 3robi
- 2016 : Domme Jongens de Mula B, LouiVos et 3robi
- 2016 : Lange dagen korte nachten de TonyTony, Kippie et 3robi
- 2016 : Ambulance de Innecent et 3robi
- 2017 : Horrorfilms de Minitrapper, Mula B et 3robi
- 2017 : Sinds een puber de Louivos, Kingsize et 3robi
- 2017 : Donnie Bankoe Barkie de Louivos, Mula B et 3robi
- 2017 : Puta de ChildsPlay, AfroTura et 3robi
- 2017 : Blender de Louivos, Mula B, Iliass et 3robi
- 2017 : Mkowed de Iliass, Tarik et 3robi
- 2017 : Westside de Josylvio, Killer Kamal et 3robi
- 2017 : Cartier de Dopebwoy, Chivv et 3robi
- 2017 : Een Beetje de Glades, 3robi et Lijpe
- 2017 : Rwina de Pyramids et 3robi
- 2017 : MDMA de Sjaak, Louivos et 3robi
- 2017 : Where I Come From de Zack INK, Louivos et 3robi
- 2017 : Badman Ollo de Bizzey, Yung Felix, Josylvio et 3robi
- 2017 : Ze Kunnen Niets de Chillouh, Mula B et 3robi
- 2017 : Sbe3 de Iliass et 3robi
- 2017 : Cheffara de Kippie et 3robi
- 2017 : Darbas de Louivos, Mula B et 3robi
- 2017 : Stack't de Dopebwoy et 3robi
- 2018 : Boss Like That de Sjaak, Sidney Samson et 3robi
- 2018 : Lijst de Esko, Bartofso, Mula B et 3robi
- 2018 : Nari de 7LIWA et 3robi
- 2018 : Vuurwerk de Spanker, Josylvio, Lijpe et 3robi
- 2018 : Lijst de Esko feat. Bartofso, Mula B et 3robi
- 2018 : Bezig de Skiezo et 3robi
- 2018 : Gang de Mula B et 3robi
- 2018 : Nog Steeds de Louivos, Idaly et 3robi
- 2018 : Ik zweer het je de Young Ellens, Esko et 3robi
- 2018 : Enge Loesoe de JoeyAK, Drechter et 3robi
- 2018 : Extreem de Bartofso, Mula B et 3robi
- 2018 : Huilend In De Club de Jonna Fraser et 3robi
- 2019 : You Want It, I Got It de Scarface, Louivos et 3robi
- 2019 : Zme3 de Glades, Ismo et 3robi
- 2019 : Fugazi de Lacrim , M.Huncho et 3robi
- 2019 : Cheeba de Jack et 3robi
- 2019 : Blauwe Kabel de Djezja et 3robi
- 2019 : Money Baby de Josylvio et 3robi
- 2019 : Not My Dons de Fredo, Lacrim et 3robi
- 2019 : Walou Crisis de Dopebwoy (nl), Mula B et 3robi
- 2019 : Let Op Jezelf de MocroManiac et 3robi
- 2019 : Gold diggers de Scooby072, Adje et 3robi
- 2019 : Bruxterdam de Sky Guillotine et 3robi
- 2019 : 3chiri de Djezja et 3robi
- 2020 : Onderweg de Mr. Polska et 3robi
- 2020 : Casanostra de Mister You et 3robi
- 2020 : Lessons de T.Y, VK, Stackz et 3robi
- 2020 : Blauw Op Mij de ICE, Lange et 3robi
- 2020 : Big Smile de Sky Guillotine et 3robi
- 2020 : Bima 9ada de Moro et 3robi
- 2020 : Champagne Papai de Henkie T, Boef et 3robi
- 2020 : Marbella de Dopebwoy et 3robi
- 2020 : Quarantaine Sessie #2 de Boef et 3robi
- 2021 : Noncha de Jack, SRNO et 3robi
- 2021 : No Face de Knaller et 3robi
- 2021 : Nike Tech d'Ashafar, Mula B, 3robi, Josylvio et JoeyAK
- 2021 : Animals de Broederliefde et 3robi
- 2021 : Etages de ICE et 3robi
- 2021 : Validé de Bryan Mg, SRNO et 3robi
- 2021 : Démarre de Dystinct et 3robi
- 2021 : Slide de Yssi SB et 3robi
- 2021 : Pikala de Dystinct, Inkonnu et 3robi
- 2021 : Mama Sa de Knaller et 3robi
- 2021 : Droga de Chladda et 3robi
- 2021 : Costa del Mal de Mister You, Hayce Lemsi, BadrX, Philip et 3robi
- 2021 : Wat is wat de Knaller, Chladda et 3robi
- 2023 : Drouba de Benzz, ElGrandeToto, Baby Gang et 3robi
- 2024 : "Life Fast" de Kardo et 3robi
- 2024 : "Sii Mootje!" de Saaff, 3robi et Bartofso

### Documentaires et interviews
- 2016 : Documentaire Mocrorappers diffusé sur Videoland ;
- 2020 : Interview avec NandoLeaks sur YouTube ;
- 2021 : Interview avec Andy van der Meyde dans l'émission Bij Andy in de auto![28] ;